# Šarip Delimkhanov
Šarip Sultanovič Delimkhanov (in russo Шарип Султанович Делимханов? ed in ceceno Шерип Султани-воӀ Делимхани; Džalka, 23 aprile 1980) è un generale russo di etnia cecena, direttore della Guardia Nazionale russa (Rosgvardija) nella Repubblica Cecena.
È il fratello minore di Adam Delimkhanov, deputato del parlamento russo per la Cecenia, e di Alibek Delimkhanov, colonnello generale dell'esercito russo.

## Biografia
Delimkhanov è nato il 23 aprile 1980 a Džalka, distretto di Gudermes, nell'allora RSSA Ceceno-Inguscia, figlio di Sultan Saitarbaevič Delimkhanov e Maryam Jusupovna. Suo padre morì quando aveva sette anni.

### Educazione superiore
Si è laureato in Storia presso l'Università statale cecena.
Nel 2019 si è laureato presso l'Accademia di Management del Ministero degli Affari Interni della Russia.

## Carriera militare
Nel 1999, Delimkhanov entrò nel servizio di sicurezza del all'epoca capo dell'amministrazione della Repubblica cecena Akhmat Kadyrov. Dal 2002 al 2003 ha prestato servizio nelle forze armate della Federazione Russa. Dal 2004 ha prestato servizio nel reggimento di polizia dell'amministrazione della sicurezza privata (UVO del Ministero degli affari interni della Repubblica Cecena).
Nel 2016, con la costituzione della Rosgvardija, Delimkhanov è stato nominato comandante della direzione cecena di questa.
Nel 2017, è stato insignito del grado di maggiore generale di polizia. Nello stesso anno Daniil Martynov, ex ufficiale della squadra alpha dell'FSB, è diventato il suo vice.
Con il decreto del presidente della Federazione russa del 5 giugno 2020, è stato riconfermato alla carica di capo della direzione della Rosgvardija per la Repubblica Cecena. Per stesso decreto, gli è stato anche conferito il grado militare di maggior generale.

### Guerra russo-ucraina
Il 23 marzo 2022, i comandanti del 141º Reggimento motorizzato Magomed Tušaev, dell'OMON "Akhmat-Groznyj" Anzor Bisaev e del 249º Battaglione "Jug" Khusein Mežidov, si sono riuniti insieme a Delimkhanov per discutere la coordinazione delle truppe cecene in Ucraina. Gli ufficiali ceceni della Rosgvardija erano presenti nella città di Buča durante la sua occupazione. Da maggio 2022 è ritornato in Cecenia.
Con decreto presidenziale, il 6 dicembre 2023 è stato promosso a tenente generale.

## Sanzioni
Il 21 luglio 2022 è stato incluso nell'elenco delle sanzioni dell'Unione Europea per "aver comandato le forze cecene durante la guerra di aggressione della Russia contro l'Ucraina, compresa la regione di Kiev e il Donbass".
Delimkhanov è stato sanzionato dal Canada ai sensi dello Special Economic Measures Act (S.C. 1992, c. 17) in relazione all'invasione russa dell'Ucraina per grave violazione della pace e della sicurezza internazionale.
Delimkhanov è stato aggiunto nella lista delle sanzioni della Svizzera.